# Вони танцювали одну зиму
«Вони танцювали одну зиму» - російський фільм-драма, знятий в 2004.

## Зміст
Зворушлива історія кохання вчительки танців Валерії та оператора Андрія. У кожного з них свої проблеми: Валерія - мати одиначка, а у Андрія важко хвора мати. Намагаючись полегшити стан матері, Андрій відправляє її в Париж на лікування і запрошує Валерію пожити на дачі його матері. На дачі Валерія випадково знаходить листи батька Андрія..

## Ролі
| Актор              | Роль          |
| ------------------ | ------------- |
| Галина Бєляєва     | Валерія       |
| Павло Новіков      | Андрій        |
| Ада Роговцева      | мати Андрія   |
| Георгій Тараторкін | батько Андрія |
| Анатолій Руденко   | син Валерії   |

## Знімальна група
- Режисер — Віталій Тарасенко
- Сценаристи — Валерій Дьомін, Людмила Дьоміна
- Композитор — Ігор Назарук